# Sankt Petersburger Moschee

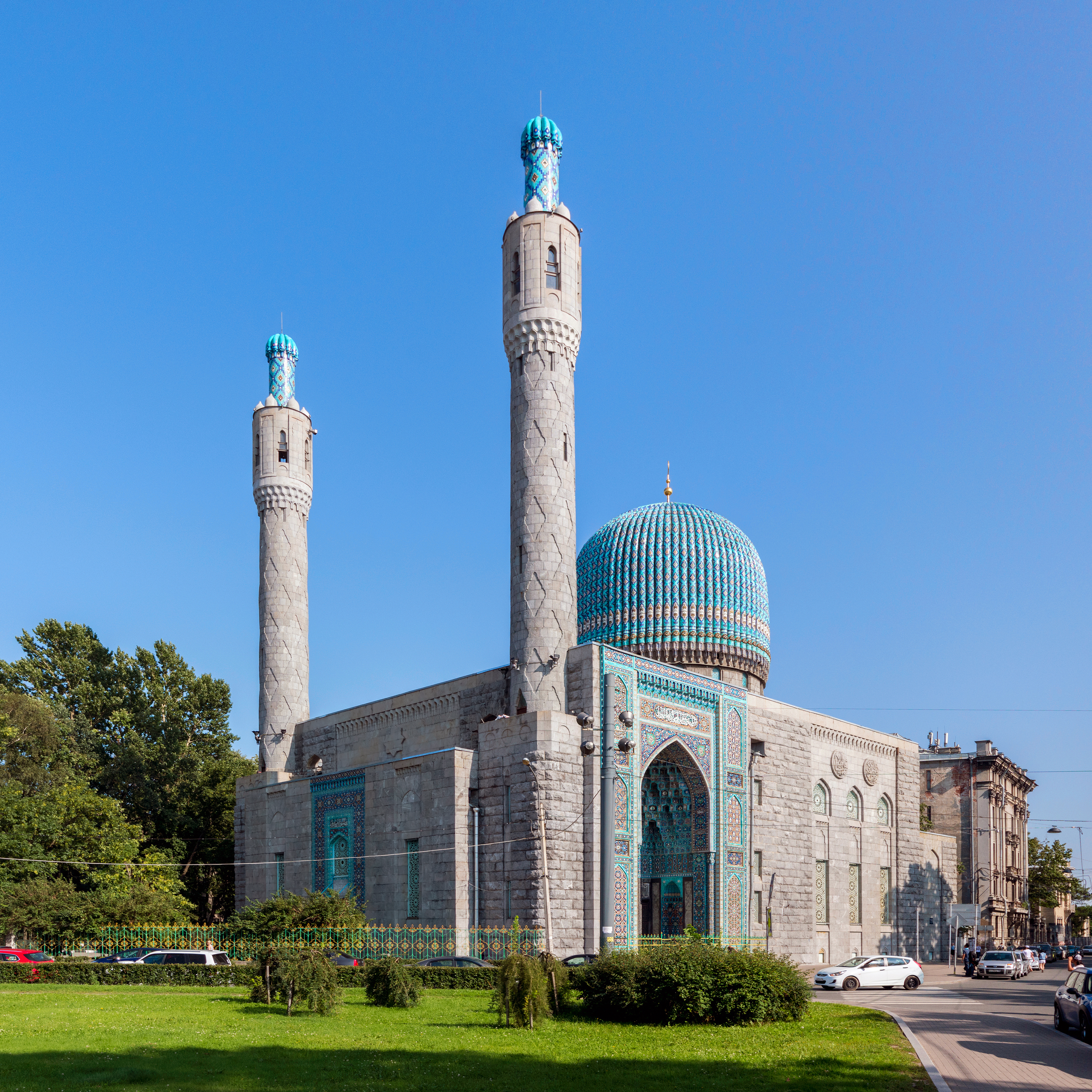
St. Petersburger Moschee

Die Sankt Petersburger Moschee (russisch Санкт-Петербу́ргская мече́ть) ist eine 1913 eröffnete Moschee in der Innenstadt von Sankt Petersburg am Kronwerkski Prospekt.
Sie kann bis zu 5000 Gläubige aufnehmen und war bis 2009 das einzige islamische Gotteshaus der Stadt.
Bei ihrer Eröffnung 1913 war sie die größte Moschee in Europa außerhalb des Osmanischen Reiches; ihre Minarette erreichen eine Höhe von 49 Metern: Die türkisfarbene Kuppel ist 39 Meter hoch, sie ist gut von der Dreifaltigkeitsbrücke aus über die Newa hinweg zu sehen.

## Geschichte

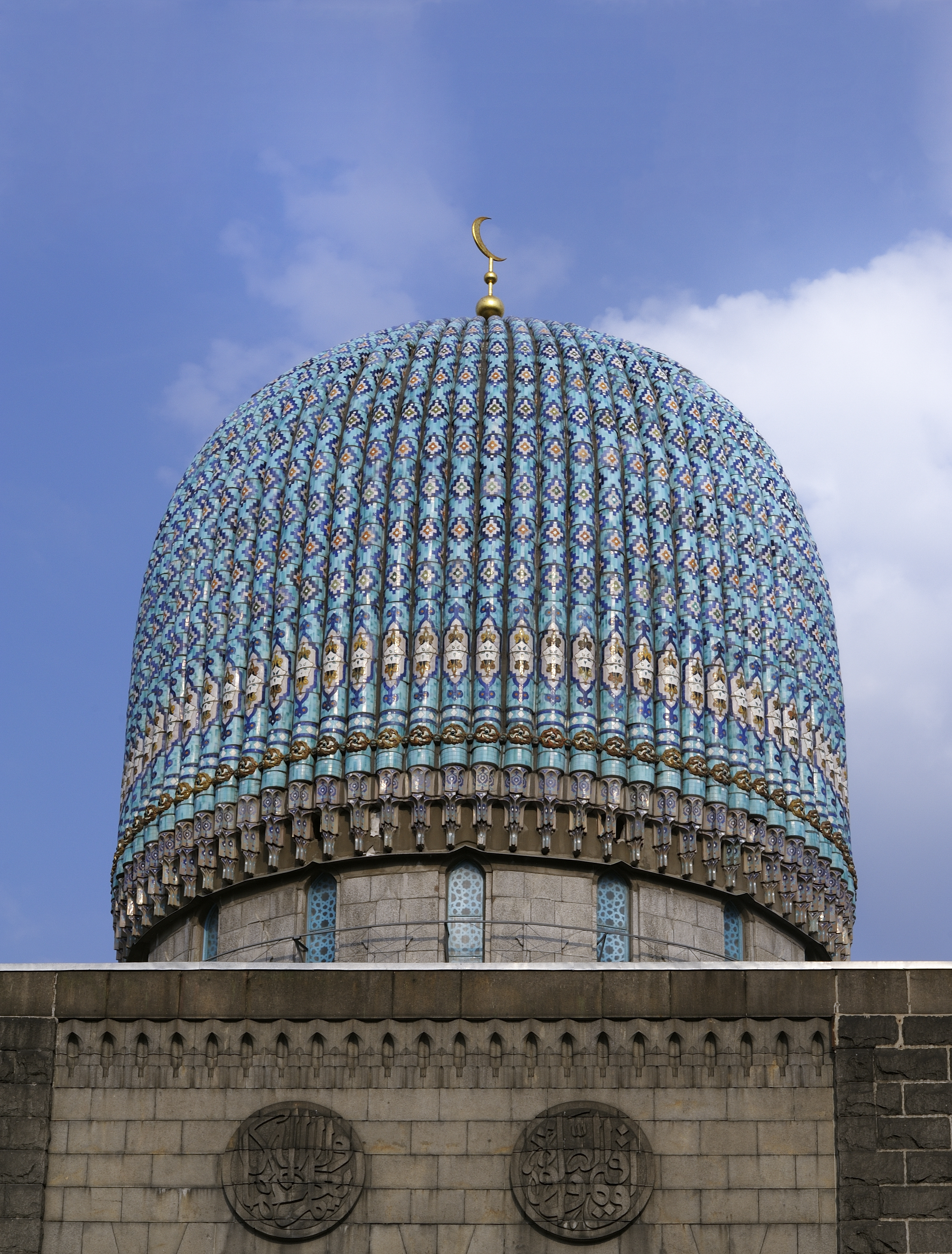
Kuppel

Der Grundstein wurde 1910 gelegt, anlässlich  des 25. Jahrestages der Regentschaft von Abdul Ahat Khan in Buchara. Zu dieser Zeit betrug die Zahl der Mitglieder der muslimischen Gemeinde mehr als 8000. Der Architekt Nikolai Wassiljew richtete sich bei der Gestaltung der Moschee nach dem Gur-Emir-Mausoleum, der Grabstätte Timur Langs in Samarkand; weitere beteiligte Architekten waren Stepan Kritschinski und Alexander von Hohen (auch Gogen und Alexander Iwanowitsch von Gauguin).
Der Bau wurde 1921 abgeschlossen, eine größere Restaurierung wurde 1980 durchgeführt. Die Moschee war von 1940 bis 1956 für Besucher geschlossen.